# ヴェンチュラ (競走馬)
ヴェンチュラ (Ventura) とはアメリカ合衆国で生産された競走馬である。

## 経歴

### 2歳 - 3歳時代
2歳時の2006年に競走馬デビューしたがデビュー戦は6着だった。休養を経て3歳となった2007年は休養明け初戦で初勝利を挙げる。その後は一般競走を中心に好走し、11月には準重賞競走を制したが重賞競走には出走することなく休養に入り3歳を終えた。なおその後生まれ故郷でもあるジャドモンテファームにトレードされ、ロバート・フランケル厩舎へ転厩するかたちでアメリカ合衆国へ帰国した。

### 4歳時代
転厩後はギャレット・ゴメスが主戦騎手を務め、3月の転厩初戦となったアローワンス競走を制し転厩後初勝利を挙げた。続く重賞競走初挑戦となったヴァイネリーマディソンステークス（G2）を制して重賞競走初勝利を挙げ、次のチャーチルディスタフターフマイルステークス（G3）で3着となって迎えたG1競走初挑戦となるジャストアゲームステークスでは、2006年のクイーンエリザベス2世チャレンジカップステークスを制したヴァケレや2007年のクイーンエリザベス2世チャレンジカップステークスを制したビットオブウィムジーといった強豪馬が集まる中6番人気でレースを制し、G1競走初勝利を挙げた。次のキャッシュコールマイル（G2）はハナ差で2着、カナダに遠征して出走したウッドバインマイル（G1）はラーイズアトーニーに敗れて2着と惜敗が続いたが、10月のブリーダーズカップ・フィリー&メアスプリントでは2着となったインディアンブレッシングに3馬身差をつけて勝利した。

### 5歳時代
この年の初戦はサンタモニカハンデキャップ(G1)に出走。圧倒的な支持に応えて勝利した。続くフランク・E・キルローマイルハンデキャップ(G1)では惜しくも2着だった。その後、連覇がかかったヴァイネリーマディソンステークス(G1)に出走したが2着に敗れ、惜しくも連覇はならなかった。5ヶ月の休養を挟んで9月のウッドバインマイル(G1)に出走、前年2着の雪辱を果たすと共にG1競走3勝目を挙げた。連覇を懸けて11月6日のブリーダーズカップ・フィリー&メアスプリント(G1)に出走したが、インフォームドデシジョンの2着に敗れた。続く11月28日のメイトリアークステークスでは前走の雪辱を果たし、G1競走4勝目を挙げた。その後競走馬を引退、繁殖牝馬となった。
2022年、孫のエンブレムロードがサウジカップを優勝した。

## 血統表
| ヴェンチュラの血統ミスタープロスペクター系／Northern Dancer 4×3=18.75%、Native Dancer 4×5=9.38%、Nearco 5×5=6.25%（母内） | ヴェンチュラの血統ミスタープロスペクター系／Northern Dancer 4×3=18.75%、Native Dancer 4×5=9.38%、Nearco 5×5=6.25%（母内） | ヴェンチュラの血統ミスタープロスペクター系／Northern Dancer 4×3=18.75%、Native Dancer 4×5=9.38%、Nearco 5×5=6.25%（母内） | （血統表の出典）      | （血統表の出典） |
| 父 Chester House 1995 鹿毛                                                                                                | 父の父Mr. Prospector 1970 鹿毛                                                                                            | Raise a Native | Native Dancer         | Native Dancer    |
| 父 Chester House 1995 鹿毛                                                                                                | 父の父Mr. Prospector 1970 鹿毛                                                                                            | Raise a Native | Raise You             |                  |
| 父 Chester House 1995 鹿毛                                                                                                | 父の父Mr. Prospector 1970 鹿毛                                                                                            | Gold Digger | Nashua                | Nashua           |
| 父 Chester House 1995 鹿毛                                                                                                | 父の父Mr. Prospector 1970 鹿毛                                                                                            | Gold Digger | Sequence              |                  |
| 父 Chester House 1995 鹿毛                                                                                                | 父の母Toussaud 1989 黒鹿毛                                                                                                | El Gran Senor | Northern Dancer       | Northern Dancer  |
| 父 Chester House 1995 鹿毛                                                                                                | 父の母Toussaud 1989 黒鹿毛                                                                                                | El Gran Senor | Sex Appeal            |                  |
| 父 Chester House 1995 鹿毛                                                                                                | 父の母Toussaud 1989 黒鹿毛                                                                                                | Image of Reality | In Reality            | In Reality       |
| 父 Chester House 1995 鹿毛                                                                                                | 父の母Toussaud 1989 黒鹿毛                                                                                                | Image of Reality | Edee's Image          |                  |
| 母 Estala 1991 栗毛 | 母の父Be My Guest 1974 栗毛                                                                                               | Northern Dancer | Nearctic              | Nearctic         |
| 母 Estala 1991 栗毛 | 母の父Be My Guest 1974 栗毛                                                                                               | Northern Dancer | Natalma               |                  |
| 母 Estala 1991 栗毛 | 母の父Be My Guest 1974 栗毛                                                                                               | What a Treat | Tudor Minstrel        | Tudor Minstrel   |
| 母 Estala 1991 栗毛 | 母の父Be My Guest 1974 栗毛                                                                                               | What a Treat | Rare Treat            |                  |
| 母 Estala 1991 栗毛 | 母の母Roupala 1986 鹿毛                                                                                                   | Vaguely Noble | *ヴィエナ             | *ヴィエナ        |
| 母 Estala 1991 栗毛 | 母の母Roupala 1986 鹿毛                                                                                                   | Vaguely Noble | Noble Lassie          |                  |
| 母 Estala 1991 栗毛 | 母の母Roupala 1986 鹿毛                                                                                                   | Cairn Rouge | *ピットカーン         | *ピットカーン    |
| 母 Estala 1991 栗毛 | 母の母Roupala 1986 鹿毛                                                                                                   | Cairn Rouge | Little Hills F-No.1-l |                  |

### 血統背景
- 曾祖母、カーンルージュ（1980年アイリッシュ1000ギニー、チャンピオンステークス）
- 叔父（母の半弟）、ヴォルテクス（2004年ジャパンカップダート16着）
- はとこ、ダイワパッション（2005年フェアリーステークス、2006年フィリーズレビュー）
  - ダイワパッションの仔、エポカドーロ（2018年皐月賞）